# Хименес, Рауль (тенор)
Рауль Хименес (исп. Raúl Giménez; род. 14 сентября 1950, Санта-Фе) — аргентинский лирический тенор, признанный исполнитель итальянского бельканто и репертуара Россини.

## Биография
Раул Хименес первоначально получил образование по направлению инженерного дела и работал на одной из фабрик в должности технического директора. Только в 1976 году он решил заняться развитием своего голоса и поступил в оперную школу при театре Колон в Буэнос-Айресе.
Дебют Хименеса состоялся в 1979 году в театре Колон: он заменял заболевшего исполнителя партии Эрнесто в опере Доницетти «Дон Паскуале». Выступление было успешным. После этого Хименес выступал с гастролями в Южной Америке и в 1982 году в Мехико.
Европейский дебют Рауля Хименеса состоялся в 1984 году в Ирландии на Вексфордском фестивале в опере Чимароза «Le Astuzie Femminili» с ролью Филандро, после чего он выступает во множестве известных европейских оперных театрах. Основой репертуара Рауля Хименеса являлись партии в операх Моцарта, Гайдна, Пачини, Майра, Доницетти и Беллини.
В США дебют Рауля Хименеса состоялся в 1989 году в Далласе с партией Эрнесто в опере «Дон Паскуале».
Профессор Рауль Хименес является одним из ведущих оперных педагогов мира. Хименес является хужожественным руководителем и преподавателем в Международная концертная академия Барселоны, а также художественным руководителем «Друзей оперы Саррии» (исп. Amics de la Opera de Sarria).

## Признание
Рауль Хименес — почётный житель Буэнос-Айреса.
В 1999 и 2009 годах он был удостоен премии Konex как исполнитель-мужчина.

## Записи
Дискография Рауля Хименеса обширна. В ней широко представлены как оперные записи таких композиторов как Россини, Беллини, Майр, Мисливичек, так и сольные диски с записями из опер Моцарта, Доницетти, Россини. Широкую популярность Раулю Хименесу принёс диск, на котором исполнены песни аргентинских композиторов начала XX века. Также творчество Рауля Хименеса представлено и на видео.